# Mayo (Floride)
Pour les articles homonymes, voir Mayo.
La ville de Mayo est le siège du comté de Lafayette, situé en Floride, aux États-Unis.
| 1910 | 1920 | 1930 | 1940 | 1950 | 1960 |
| ---- | ---- | ---- | ---- | ---- | ---- |
| 578  | 531  | 555  | 915  | 679  | 687  |

| 1970 | 1980 | 1990 | 2000 | 2010  | - |
| ---- | ---- | ---- | ---- | ----- | - |
| 793  | 891  | 917  | 988  | 1 237 | - |

Selon le recensement de 2010, Mayo compte 1 237 habitants. La municipalité s'étend sur 0,9 milles carrés (2,33 km2).

## Histoire
La ville est nommée en l'honneur du colonel confédéré James Mayo, après un discours de celui-ci dans la région.